# احمد مشقی
احمد مشقی (انگلیسی: Ahmed Meshqi؛ زادهٔ ۲۰ مارس ۱۹۹۳) یک ورزشکار اهل عربستان سعودی است.
از باشگاه‌هایی که در آن بازی کرده‌است می‌توان به باشگاه فوتبال الشعله عربستان سعودی اشاره کرد.